# Sedlnické sněženky
Sedlnické sněženky je přírodní památka v obci Sedlnice v okrese Nový Jičín. Oblast spravuje Agentura ochrany přírody a krajiny ČR. Důvodem ochrany je nejbohatší naleziště sněženky podsněžníku (Galanthus nivalis) v povodí řeky Odry. Fragmenty dubohabřin, jasanovo-olšových lužních lesů a střídavě vlhkých bezkolencových luk navazujících na vodní tok Sedlnice, s výskytem zvláště chráněných druhů rostlin a živočichů.